# Radio-Televisão Timor Leste
Rádio e Televisão de Timor-Leste (RTTL, Radio-Televisão Timor Leste, tetum Radio Televisaun Timor Leste) – nadawca radiowo-telewizyjny w Timorze Wschodnim. Funkcjonuje od 2002 roku.
RTL (Radio Timor Leste) nadaje programy w językach tetum, portugalskim i indonezyjskim.